# Арбузинський район
Арбузи́нський райо́н — колишня адміністративно-територіальна одиниця у складі Миколаївської області України. Районний центр — селище міського типу Арбузинка. 19 липня 2020 року район було ліквідовано внаслідок адміністративно-територіальної реформи.

## Географія
Арбузинський район розташовано в середній частині Центрального степу України і знаходиться в північно-західній частині Миколаївської області.
Площа Арбузинського району — 1 тис. км², відстань від районного центру до Миколаєва становить 150 км. За площею район посідає 17 місце серед районів області. Територією району впродовж 35 км протікають річки Південний Буг, Корабельна, Мала Корабельна, Велика Корабельна, Арбузинка. Площа ставків становить 523 га. Площа лісових насаджень — 4109 га.
На території району знаходиться 1960 га земель природоохоронного призначення, які входять до складу регіонального ландшафтного парку «Гранітно-степове Побужжя». Поблизу від впадання в річку Мертвовод притоки Арбузинки розташовано заповідне урочище «Трикратський ліс».
Арбузинський район межує з Братським, Вознесенським, Доманівським та Первомайськими районами Миколаївської області, на півночі — з Кіровоградською областю.
Територія району має густу мережу ярів, балок та річкових долин. Ґрунти досить багаті на поживні речовини і потенційно родючі.
Клімат помірно континентальний, переважно сухий. Основні річки — Південний Буг, Мертвовод, Арбузинка.

## Історія
Немає єдиної точки зору на походження сучасної назви села. Розглянемо декілька версій.
1. За переказами жителів, у козацьку добу жив у цьому краї козак на ймення Гарбуз. Звідси і село стали називати Гарбузинкою. Дійсно, до 50-х років ХХ ст. Арбузинка мала таку назву. За іншою редакцією цієї легенди, на території сучасного селища в далекі часи був великий базар, на якому продавали гарбузи.
2. За іншою версією, якої притримувався наш земляк П. Й. Присніцький, один із перших записувачів історії нашого краю, назва селища має рослинне походження. В глибоку давнину річка, яка протікає нашим селищем була глибоководною з розмитими берегами. Біля самої води ріс очерет, далі, за очеретом — верби, осокори та багато бузини. Зарослі її були настільки густі, що влітку в спеку листя на гіллі засихало, вигоряло. На відстані здавалося, що бузина горіла. Тому річка отримала назву Гар-Бузина, тобто, горіла бузина. Від річки і поселення почали так називати. У записах Прісницького є посилання на те, що в усіх церковних книгах про наше село записано так: військове поселення Гар-Бузина  2-го військово-поселенського округу Херсонського військового поселення. Потрібно зауважити,що це не вірно.До 1814 року була Гарбузинка казенне поселення Ольвіопольского повіту Херсонської губернії,а в дальнішому писали Арбузинка,спочатку військове поселення Бугської уланської дивізії з 1818 до1830 року,потім поселення Вознесенського уланського полку 4 легкої кавалерійської дивізії до 1837,з цього року до ліквідації поселень Арбузинка була в складі 11 округи кавалерійських поселень.В метриках ніколи не писали Гар-Бузина,чи щось схоже.Після ліквідації поселень Арбузинка була в 2 окрузі південних  поселень ,вже не військових,а після їх ліквідації ввійшла в Єлисаветградський повіт Херсонської губернії. Як би там не було, але цієї версії дотримуються більшість арбузян. З часом тире між словами Гар і Бузина зникло і село стали називати Гарбузинкою.Зауважу,що слово "ГАР" російського походження і не  вживалося в 18 столітті на території України,українське слово "Згарище","Згар".
3. Заслуговує на увагу ще одна версія, не позбавлена імовірності. Походження її базується на милозвучності української мови: Гард на Бузі, що теж могло трансформуватися в Гарбузинку.
4. А. П. Коваль в кн. «Знайомі незнайомці», що вийшла друком у Київському видавництві «Либідь» 2001 року, пояснює походження назви нашого села дуже просто: від назви р. Гарбузинка, прив'язуючи її лише до українського слова «гарбуз» і розглядаючи різні варіанти походження назви овоча. Але, як село, так і річка давно вже не Гарбузинка, а Арбузинка. Чому? Відповідь потрібно шукати в тому часі, коли відбулася така видозміна. Прагнення до перейменувань йшли не від місцевих жителів, а згори. Чи то немилозвучна назва для когось була, чи занадто національна, важко сказати.
5. На користь останнього може слугувати і згадка у літописі Самійла Величка про річку Гарбузяну.

Станом на 1883 рік в Арбузинці налічувалось 31 промислово-торговельне підприємство, винний склад. На межі століть з'являються нові об'єкти підприємництва: розпочинає роботу цегельний завод Богачова, маслобійня Головка, де масло збивали за допомогою кінного приводу, млин Манжоса. За помел зерна селяни сплачували власнику 2 фунти від пуду. На цегельному заводі працювало 16 чоловік у дві зміни. Всі роботи на чотирьох печах виконувались вручну. Оплата праці була мізерною. Кочегар одержував за тиждень 1 карбованець, підлітки — по 15 коп. На початку XX століття в селі набуло розвитку ткацтво. Ним займалося 500 чоловік. Місцеві ремісники виробляли рушники, рядна, що славилися далеко за межами Арбузинки.
XX століття в історії виділяється надзвичайно бурхливими подіями: дві світові війни, три революції, три голодомори, репресії. Свідки деяких подій живі і досі, але в їх душах зберігся страх за власне життя, життя близьких і рідних, тому більшість уникає відвертих розмов про минулі лихоліття. Відходять у вічність ті покоління, що пережили буремні часи минулого століття.
Відомо, що в роки першої російської революції буря гніву підняла на повстання і арбузинців. Доказом тому є свідчення про присутність у 1905 році в економії Пишеніна ескадрону козаків, які за вказівкою заможного селянства карали побиттям безземельних селян, що самозахоплювали землі.
Велика кількість сільськогосподарських робітників — батраків — змушена була займатись сезонними роботами. Появились ринки робочої сили, де можна було найняти будь-яку кількість робочих рук. Такі великі ринки були у Вознесенську, Голті (тепер Первомайськ) і навіть у великих селах. Тому й не дивно, що доведені до відчаю селяни вдавалися до радикальних дій.
Налякане розмахом революційної боротьби, самодержавство змушене було, оговтавшись, вдатися до реформ. Появились столипінські відруби і хутора. Ймовірно саме в цей час появились на території сучасного Арбузинського району хутора Хмарівка, Аркадіївка, Обухівка, Трудофандіївка. Та частина селян, кому вдалося важкою працею зібрати землі, купити реманент, вела міцне господарство. Дещо пізніше вони поплатяться за це не лише своїм майном, а іноді й життям. Більшість же селян залишалися, як і раніше, безземельними. Тому причини для нового невдоволення залишились.
З 1909 року до 1914 рік будувалась залізниця. На будівництво прибуло багато робітників з різних міст Росії, від яких селяни перейняли соціалістичні ідеї, були залучені до таємних гуртків.
В січні 1918 року колишні солдати створили революційний комітет. Його очолив Петро Седін. При комітеті діяв збройний загін у складі 100 чоловік. До квітня 1918 року комітет вів перерозподіл землі. Навесні до Арбузинки підійшли німецькі військові частини. Седін із загоном приєдналися до революційної військової частини.
В Арбузинку прибув каральний загін, який зібрав на площі все село. На жителів села було накладено контрибуцію в 36000 карбованців золотом. Для сплати контрибуції бідняків заставили продати навіть хатини.
В Арбузинці теж організовувались національні сили — волосна земельна управа. Таким чином на території сучасного району діяли різні політичні сили: радянської влади, національного спрямування, німецькі окупаційні сили. Частина бідняків приєдналася до партизанського загону, організованого у Вознесенську Юхимом та Михайлом Синяковими. Партизанський загін вступив у сутичку з національними силами. Національні сили змушені були відступити під ударами Червоної армії.
В лютому 1919 року відновлено радянську владу в Арбузинці і навколишніх селах. У Вознесенську, на цей час, створювались два полки регулярної армії. До них долучилось багато арбузинських партизан, в тому числі і загін Козинця. Обидва полки брали участь у боях з австро-німецькими загарбниками на Миколаївщині, з англо-французькими інтервентами — під Березівкою, звільняли Одесу.
Влітку 1919 року під Одесою спалахнуло антирадянське повстання. Докотилось воно і до Арбузинки. Першими піднялись на повстання костянтинівці.
Слідом за повстанцями в село прийшли денікінці, а вночі на сонних білогвардійців напали махновці. В паніці денікінці відступили в напрямі сучасної Агрономії. В грудні 1919 року, під час відступу, в Арбузинці зупинився ізмайлівський полк. Полк виділив каральний загін для розшуку та розправи червоних партизан.
На Арбузинщині, як і на всій Україні, крім Червоної Армії, Білої Армії, національних сил, діяли махновці, повстанські селянські загони, очолювані отаманами. 20 січня 1920 у Вознесенську зібрався повітовий з'їзд. На з'їзді були делегати Арбузинської волості. Під час з'їзду на місто напала банда Григорія Тютюнника. Всі делегати пішли на боротьбу з бандитами.
Із зміцненням радянської влади все активніше проходили земельні перетворення. Комітет бідноти поділив земельні наділи порівну між селянами по 2 га на одного члена сім'ї. На хуторі Міжнародна Праця організована перша комуна, яка проіснувала лише два роки і розпалася, оскільки не було досвідченого керівника.
В 1926 році утворені перші тракторні товариства: «Зміна», компанія Зліченка, компанія Хильового та Оплачко, на хуторі Міжнародна Праця — однойменне тракторне товариство. Товариства існували завдяки державній позиці. Отримав два трактори і Арбузинський комітет взаємодопомоги. На кінець 20-х років розпочинається колективізація на селі. В 1929 році для допомоги артілям створюється Кавунівська МТС. 30-ті роки закарбувалися в пам'яті кожного як час неймовірного голоду.
Радянська влада намагалась приховати наслідки голодомору. У газетах писали лише про досягнення селян. Артілі «День колективізації», імені Паризької Комуни, «Заклик Леніна» та інші в 1932–1933 роках перевиконали план заготівель хліба та план здачі м'яса державі. Вже в 1932 року хлібороби Арбузинки ознаменували жовтневі дні безперервними валками хліба понад план, писала газета «Соціалістична перемога» в жовтні 1932 року.
З 1929 року працює електростанція потужністю 55 квт., понад 1 млн штук цеглин щорічно випускає Арбузинський цегельний завод, працює найбільший в районі птахоінкубатор. Молодь посадила чудовий парк. Поліпшується медичне обслуговування. При лікарні, яка працювала з 1921 року, створено санітарно-гігієнічну та хіміко-бактеріологічну лабораторію. 1933 року село прикрасив новий будинок культури.

## Економіка
Традиційно район відноситься до чисто сільськогосподарських районів. У ньому працюють 677 суб'єктів підприємницької діяльності-фізичних осіб, 65% з них зайнято в сфері торгівлі.

## Транспорт
В районі налічується 560,27 км доріг із твердим покриттям, у тому числі дороги державного значення. По території району проходить залізниця, яка забезпечує рух у напрямках Одеси та Кропивницького. Функціонує 19 мостів, 1 надземний перехід, 1 шляхопровід.
Територією району проходить автошлях E584.

## Населення
Розподіл населення за віком та статтю (2001)
| Стать | Всього | До 15 років | 15-24 | 25-44 | 45-64 | 65-85 | Понад 85 |
| --- | ------ | ----------- | ----- | ----- | ----- | ----- | -------- |
| Чоловіки | 11 771 | 2445        | 1788  | 3477  | 2828  | 1175  | 58       |
| Жінки | 13 038 | 2273        | 1572  | 3185  | 3359  | 2395  | 254      |
| \| Статево-вікова піраміда \| Статево-вікова піраміда \| Статево-вікова піраміда \| \| ----------------------- \| ----------------------- \| ----------------------- \| \| Чоловіки \| Вік \| Жінки \| \| 58 \| 85 + \| 254 \| \| 76 \| 80-84 \| 280 \| \| 251 \| 75-79 \| 683 \| \| 483 \| 70-74 \| 858 \| \| 365 \| 65-69 \| 574 \| \| 820 \| 60-64 \| 1151 \| \| 427 \| 55-59 \| 582 \| \| 788 \| 50-54 \| 835 \| \| 793 \| 45-49 \| 791 \| \| 881 \| 40-44 \| 847 \| \| 879 \| 35-39 \| 808 \| \| 810 \| 30-34 \| 722 \| \| 907 \| 25-29 \| 808 \| \| 933 \| 20-24 \| 756 \| \| 855 \| 15-20 \| 816 \| \| 1002 \| 10-14 \| 948 \| \| 824 \| 5-9 \| 753 \| \| 619 \| 0-4 \| 572 \| |        |             |       |       |       |       |          |
| Статево-вікова піраміда |        |             |       |       |       |       |          |
| Чоловіки | Вік    | Жінки       |       |       |       |       |          |
| 58 | 85 +   | 254         |       |       |       |       |          |
| 76 | 80-84  | 280         |       |       |       |       |          |
| 251 | 75-79  | 683         |       |       |       |       |          |
| 483 | 70-74  | 858         |       |       |       |       |          |
| 365 | 65-69  | 574         |       |       |       |       |          |
| 820 | 60-64  | 1151        |       |       |       |       |          |
| 427 | 55-59  | 582         |       |       |       |       |          |
| 788 | 50-54  | 835         |       |       |       |       |          |
| 793 | 45-49  | 791         |       |       |       |       |          |
| 881 | 40-44  | 847         |       |       |       |       |          |
| 879 | 35-39  | 808         |       |       |       |       |          |
| 810 | 30-34  | 722         |       |       |       |       |          |
| 907 | 25-29  | 808         |       |       |       |       |          |
| 933 | 20-24  | 756         |       |       |       |       |          |
| 855 | 15-20  | 816         |       |       |       |       |          |
| 1002 | 10-14  | 948         |       |       |       |       |          |
| 824 | 5-9    | 753         |       |       |       |       |          |
| 619 | 0-4    | 572         |       |       |       |       |          |

Національний склад населення за даними перепису 2001 року:
| Національність | Кількість осіб | Відсоток |
| -------------- | -------------- | -------- |
| українці       | 21990          | 88,63 %  |
| росіяни        | 1793           | 7,23 %   |
| молдовани      | 746            | 3,01 %   |
| білоруси       | 77             | 0,31 %   |
| вірмени        | 51             | 0,21 %   |
| інші           | 153            | 0,62 %   |

Мовний склад населення за даними перепису 2001 року:
| Мова       | Кількість осіб | Відсоток |
| ---------- | -------------- | -------- |
| українська | 21919          | 88,35 %  |
| російська  | 2207           | 8,90 %   |
| молдовська | 531            | 2,14 %   |
| вірменська | 38             | 0,15 %   |
| циганська  | 30             | 0,12 %   |
| інші       | 85             | 0,34 %   |

Загальна кількість населення 22,4 тис. чол.

## Соціальна сфера
Працюють відділення Ощадного банку України, «Приват Банку», банку «Райфайзен Банк Аваль».
Функціонує 21 загальноосвітній навчальний заклад.
Структура закладів культури: клубів у районі — 21, бібліотек — 22, дитяча музична школа, дитячий будинок творчості. В Арбузинці функціонує районний стадіон «Колос».

## Політика
25 травня 2014 року відбулися Президентські вибори України. У межах Арбузинського району було створено 27 виборчих дільниць. Явка на виборах складала — 57,36% (проголосували 9 962 із 17 369 виборців). Найбільшу кількість голосів отримав Петро Порошенко — 49,11% (4 892 виборців); Юлія Тимошенко — 16,66% (1 660 виборців), Олег Ляшко та Сергій Тігіпко — по 8,52% (по 849 виборців), Анатолій Гриценко — 2,93% (292 виборців). Решта кандидатів набрали меншу кількість голосів. Кількість недійсних або зіпсованих бюлетенів — 2,08%.

## Визначні пам'ятки
Пам'яток історії та культури — 33. Серед них помітне місце займає історичний ландшафт центру Бугогардівської паланки Війська Запорозького, який визначається природно-геологічними утвореннями магматичного та осадового походження різних геологічних періодів.
Історичний ландшафтний центр розташований в каньйоні річки Південний Буг на ділянці від поромної переправи до гирла річки Сухий Ташлик.
Серед архітектурних пам'ятників Арбузинського району слід згадати церкву Святого Миколая Чудотворця в селищі міського типу Костянтинівка, що була збудована з дерева у 1799 році, а у 1844 році перебудована в кам'яну однопрестольну. З 1906 року при ній починає діяти церковно-приходська школа.
Також заслуговує на увагу церква Різдва Пресвятої Богородиці, збудована у 1805 році. Ще однією пам'яткою церковної архітектури Арбузинського району є церква Успіння Пресвятої Божої Матері побудована у 1812 році з каменю.

## Персоналії
- Кукша Одеський (1875–1964) — український православний святий радянського періоду.
- Сердюк Зиновій Тимофійович (1903–1982) — український радянський партійний і державний діяч, депутат Верховної Ради СРСР 1-6-го скликань, депутат Верховної Ради УРСР 1—3-го скликань.
- Величко Володимир Сидорович (1922–1944) — командир мінометної роти 722-го стрілецького полку 206-ї стрілецької дивізії 47-ї армії Воронезького фронту, старший лейтенант, Герой Радянського Союзу (1944).